# Elo Editora

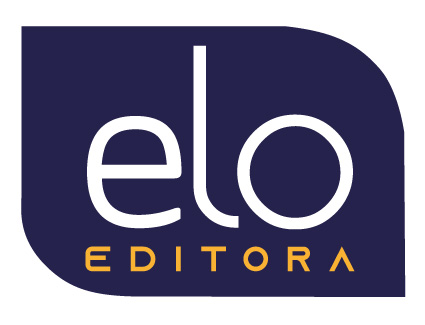
Elo Editora

A Elo Editora é uma editora recente que busca disseminar a literatura por todo o território nacional. Defende-se a crença de que a literatura possui um poder transformador na sociedade, capaz de alterar as vidas e realidades das pessoas. A empresa tem investido consideravelmente em seu catálogo de livros, composto por uma seleção criteriosa que inclui obras de renomados autores e ilustradores.
Fundada por Marcos Araújo e Luciana Nascimento e sediada em São Paulo, o nome "ELO" foi escolhido por suas múltiplas conotações: refere-se tanto às argolas que compõem uma corrente quanto às relações estabelecidas entre pessoas ou coisas; simboliza conexão e união. Assim, "Elo" é entendido como uma metáfora para a missão da editora: conectar os leitores aos livros e unir a busca pelo conhecimento ao acesso ao conteúdo.
A Elo Editora já publicou mais de 200 livros e acumulou até o momento 25 prêmios. Entre suas obras notáveis estão "O Centauro e a Sereia", de Severino Rodrigues com ilustrações de Bruna Lubambo, e "Os meus monstros e os seus", de Ricardo Benevides, ilustrado por Orlandeli, que foram finalistas do Prêmio Jabuti em 2023.
Outros livros receberam reconhecimento significativo, como o selo de "Livro Altamente Recomendável" concedido pela FNLIJ, como é o caso de "A menina na varanda", de Léo Cunha, com ilustrações de Rogério Coelho, e "Abecê do Macunaíma: o herói da nossa gente", escrito por Claudio Fragata e ilustrado por Ciça Fittipaldi.
Além disso, a obra "Na minha casa tem um lestronfo", ilustrada por Sid Meireles e escrita por Rosana Rios, foi vencedora do Prêmio Biblioteca Nacional Sílvia Orthof.